# Stade municipal de Bassam
 (avril 2025).
Le stade municipal de Bassam est un stade de football de Côte d'Ivoire qui se situe dans le quartier Petit Paris de la ville de Grand-Bassam. 
Le stade est actuellement en rénovation afin de présenter les normes FIF nécessaires au haut niveau de football ivoirien.
C'est le stade où joue l'USC Bassam, club promu de MTN Ligue 2 2007 en MTN Ligue 1 2008, et la JS Bassam.